# Fadela Amara
Pour les articles homonymes, voir Amara.
Fadela Amara, née Fatiha Amara le 25 avril 1964 à Clermont-Ferrand, est une militante féministe, haute fonctionnaire et femme politique française. Ancienne présidente de l'association « Ni putes ni soumises », elle a également été présidente de la Maison des potes et conseillère municipale PS de Clermont-Ferrand. Elle devient secrétaire d'État chargée de la Politique de la Ville du deuxième gouvernement François Fillon (2007-2010) sous la présidence de Nicolas Sarkozy. Elle est désormais inspectrice générale des affaires sociales.

## Biographie

### Origines, famille et études
Elle est issue d'une famille algérienne originaire de Kabylie,, dont les parents étaient des sympathisants du FLN. Elle a quatre sœurs et six frères. Son père était ouvrier en bâtiment, sa mère femme au foyer.
Se destinant à des études de lettres, elle est orientée vers un CAP de comptabilité. En 1978, à l'âge de 14 ans, Fadela Amara assiste au premier des deux drames qui vont changer sa vie : son jeune frère Malik, âgé de 5 ans, est renversé par un automobiliste à Clermont-Ferrand. Il meurt quelques heures plus tard. Elle dit avoir été bouleversée par l'attitude des policiers, qui auraient défendu le conducteur ivre sur les lieux mêmes de l'accident,.

### Parcours militant

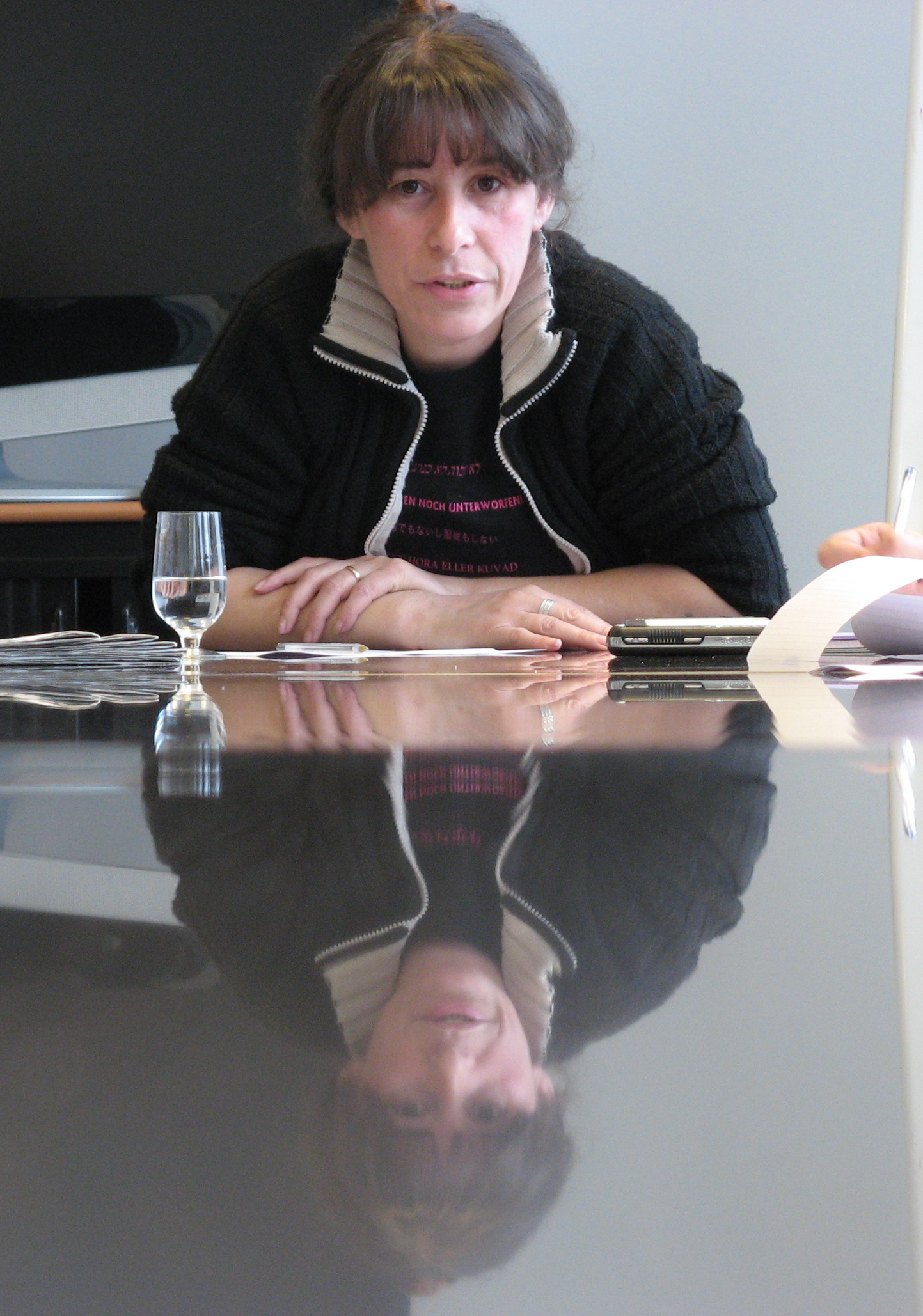
Fadela Amara le 1er juin 2006 à Paris.

Elle participe à la première marche civique à Clermont-Ferrand pour l’inscription des jeunes sur les listes électorales. Dès 16 ans, quand la mairie de Clermont-Ferrand décide de raser entièrement son quartier, elle décide de faire du porte-à-porte pour en obtenir la réhabilitation.
Elle revendique avoir participé en 1983 à la Marche des beurs et milite à SOS Racisme à partir de 1986. Elle est élue en 2000 présidente de la Fédération nationale des maisons des potes (FNMP).
En 1989, elle met en place la première maison des potes et crée ensuite la « Commission femmes » dont le principal objectif était de faire un état des lieux sur les femmes des quartiers défavorisés et d'entendre les demandes formulées par la population vivant dans ces quartiers.
Dans les années 1990, son frère, Hassein Amara, est condamné à 16 ans de prison pour le meurtre d'un bijoutier lors d'un braquage avec prise d'otage, à Clermont-Ferrand, en 1984. C'est le début d'une période difficile de la vie de Fadela Amara, qui se bat pour lui obtenir un titre de séjour en France et s'endette pour lui fournir un avocat.
Elle est ensuite élue conseillère municipale sur la liste du Parti socialiste à Clermont-Ferrand en 2001. À ce propos, elle a déclaré le 3 janvier 2008 : « J'ai envoyé ma démission le lendemain de l'élection municipale de 2001, mais elle a été refusée. Je figurais sur sa liste en place éligible, et il me confiait la responsabilité de la politique de la ville. Et puis, dès l'élection passée, tous les élus socialistes se sont réunis pour se répartir le pouvoir, sans rien pour moi. Clermont est à l'image du PS : un cercle de notables qui se partagent un gâteau. Le Parti socialiste, c'est un shaker : on met toujours les mêmes dedans, on secoue et les mêmes ressortent dans un autre ordre. Mais où sont les nouvelles têtes ? »
En 2002, elle organise des états généraux à la Sorbonne qui ont réuni plus de 250 femmes ; elle rédige une pétition qui rassemble près de 20 000 signataires et dont la synthèse deviendra le « Manifeste de revendication des femmes des quartiers » adressé à tous les candidats républicains à l’élection présidentielle de 2002.
Elles furent peu soutenues au début sur ces questions et ces thématiques de la condition des femmes, des mères, des mamans et des filles des quartiers et en France, de la ghettoïsation, des discriminations et de la place de cette jeunesse des quartiers.
Le 4 octobre 2002, Sohane, 17 ans, meurt brûlée vive dans un local à poubelles de la cité Balzac de Vitry-sur-Seine. Son ex-petit ami n'a pas toléré que Sohane résiste à ses tentatives de reconquête. Il organise une expédition punitive avec complice et témoins. C'est l'affaire Sohane Benziane. Une marche est alors organisée, « La marche des femmes des quartiers contre les ghettos et pour l’égalité », autour d'un slogan provocateur : « Ni putes ni soumises ». Cette marche, partie de Vitry-sur-Seine en hommage à Sohane, qui s'achèvera à Paris le 8 mars 2003 dans une manifestation de 20 000 personnes, exigeait la fin de la loi du silence et la liberté de parole de toutes les femmes et filles de la République.
Fadela Amara deviendra la présidente de ce mouvement, ayant adopté le nom de « Ni putes ni soumises » (NPNS), qui lutte pour l’émancipation des filles et des garçons, l’égalité des sexes, la laïcité et la mixité dans les quartiers.
Elle est par ailleurs signataire de l'appel de soutien à l'Initiative de Genève, plan de paix alternatif prévoyant la création d'un État palestinien aux côtés d'Israël.
En 2004, Fadela Amara est nommée membre de la Commission consultative des Droits de l’Homme. En 2005, elle devient membre de la Haute Autorité de lutte contre les discriminations et pour l'égalité (HALDE),. En 2005, elle est faite docteur honoris causa de l'université libre de Bruxelles et en 2006, elle reçoit un Honorary Degree for French civil rights campaigner de la Manchester Metropolitan University.
Elle est membre du comité de parrainage de la Coordination pour l'éducation à la non-violence et à la paix.

### Secrétaire d'État chargée de la Politique de la ville

#### Nomination

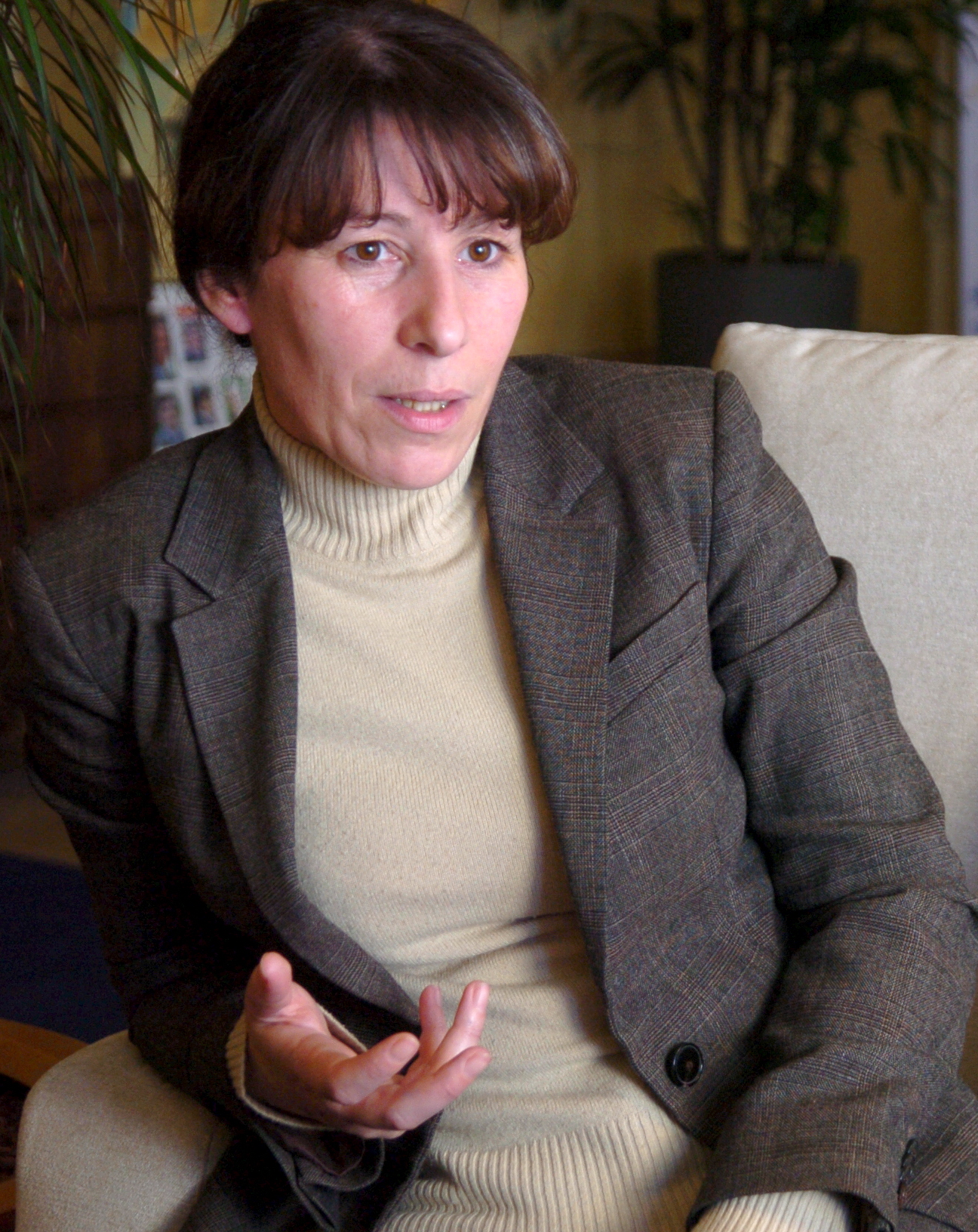
Fadela Amara, Secrétaire d'État chargée de la Politique de la ville, le 25 février 2008 à Paris.

Le 19 juin 2007, elle est nommée secrétaire d'État chargée de la Politique de la ville dans le gouvernement Fillon II sous la tutelle de la ministre du Logement et de la Ville, Christine Boutin. Son entrée et sa participation dans un gouvernement de droite provoquent une certaine controverse, à droite comme à gauche, étant donné son engagement politique précédent avec le Parti socialiste et son appartenance à des organisations populaires ayant des affinités politiques à gauche[réf. nécessaire].

#### Empreintes génétiques
Le 9 octobre 2007, elle provoque une polémique parmi les parlementaires de l'UMP en se déclarant contre l'utilisation de tests ADN pour identifier les enfants d'immigrés dans le cadre d'un regroupement familial en France en employant le terme « dégueulasse » pour ce qu'elle juge être une « instrumentalisation de l'immigration ». Le ton monte avec les députés UMP qui multiplient les réponses vindicatives par voie médiatique ; Patrick Devedjian, secrétaire général délégué de l'UMP, estime les propos de la secrétaire d'État « injurieux » pour les députés de la majorité. Cette altercation sera néanmoins atténuée grâce à un repas organisé par Patrick Devedjian, afin « d'apprendre à se connaître ».

#### Espoir Banlieues
Elle présente son plan Espoir Banlieues « Une nouvelle politique en faveur des banlieues », soutenu par le président Nicolas Sarkozy, le 22 janvier 2008 à Vaulx-en-Velin.

#### Remaniements de 2009
Le 15 janvier 2009, à la suite du mini-remaniement, son secrétariat d'État est placé sous la tutelle du ministre du Travail, des Relations sociales, de la Famille, de la Solidarité et de la Ville, Brice Hortefeux. Ainsi, elle n'est plus sous la tutelle de Christine Boutin, ministre du Logement. Fadela Amara disait des relations - quelquefois tendues - qu'elles avaient entre elles : « Parfois, c'est un peu folklo ». Du 23 juin 2009 au 22 mars 2010, le ministère du travail est dirigé par Xavier Darcos. Éric Woerth a pris sa succession : Fadela Amara et ce dernier ne sont pas reconduits dans le troisième gouvernement François Fillon (novembre 2010).

#### Controverse sur le logement de fonction
En 2010, Le Canard enchaîné révèle que Fadela Amara prête son logement de fonction dans le 7e arrondissement de Paris à des membres de sa famille. Fadela Amara reconnaît le 1er juin 2010 que cela s'est produit occasionnellement, et qu'elle n'habite pas dans ce logement car elle continue de vivre dans une habitation à loyers encadrés dits "moyens". Elle contredit ainsi de précédentes déclarations, et cela confirme qu'elle ne respecte pas les règles en vigueur sur les logements de fonction des ministres. Par ailleurs, malgré les demandes répétées depuis 2009 de la Régie immobilière de la ville de Paris (RIVP), Fadela Amara refuse à ce jour de libérer le logement à loyers encadrés qu'elle occupe dans le 13e arrondissement, estimant ce faisant défendre « la mixité »,.

### Après le gouvernement
Fadela Amara décline la proposition de devenir ambassadrice de l'Union pour la Méditerranée et elle est nommée inspectrice générale des affaires sociales au tour extérieur,,.
Le 17 avril 2012, elle annonce qu'elle votera François Hollande lors de l'élection présidentielle,.
En avril 2016, elle rejoint une nouvelle fédération rattachée au PS et lancée par Jean-Christophe Cambadélis en vue de l'élection présidentielle de 2017.

## Décoration
- Chevalier de la Légion d'honneur (2011)[3],[27].

## Ouvrages
- Avec Sylvia Zappi, Ni putes ni soumises, Éditions La Découverte, 2003  (ISBN 2707141429)
- Avec Mohammed Abdi, La Racaille de la République, Le Seuil, 2006
- Dialogue avec Albert Jacquard, Jamais soumis, jamais soumise, Stock, 2007
- Comment peut-on être Français ?, avec Jean Daniel, Forum Libération de Grenoble, sur CD audio chez Frémeaux & Associés, 2008